# Manuele II del Portogallo
Manuele II del Portogallo (Lisbona, 15 novembre 1889 – Twickenham, 2 luglio 1932) fu il 34º, nonché ultimo, re del Portogallo e dell'Algarve.
Divenne re il 1º febbraio 1908, quando suo padre Carlo e il fratello maggiore Luigi Filippo, erede al trono, furono assassinati in un attentato. Il suo regno durò solo due anni; il 4 ottobre 1910 venne deposto e in Portogallo fu proclamata la repubblica.
Da molti è ricordato con diversi soprannomi: O Patriota (Il patriota) per la sua preoccupazione per l'identità nazionale portoghese, O Desventurado (Lo sfortunato) per avere perso il trono a favore della Repubblica, O Estudioso o O Bibliófilo (Lo studioso o Il bibliofilo) per il suo amore per la letteratura portoghese. I monarchici lo chiamarono anche O Rei-Saudade (Il re nostalgia) per la mancanza che loro sentirono di lui dopo che la monarchia venne abolita.

## Biografia

### Infanzia ed educazione

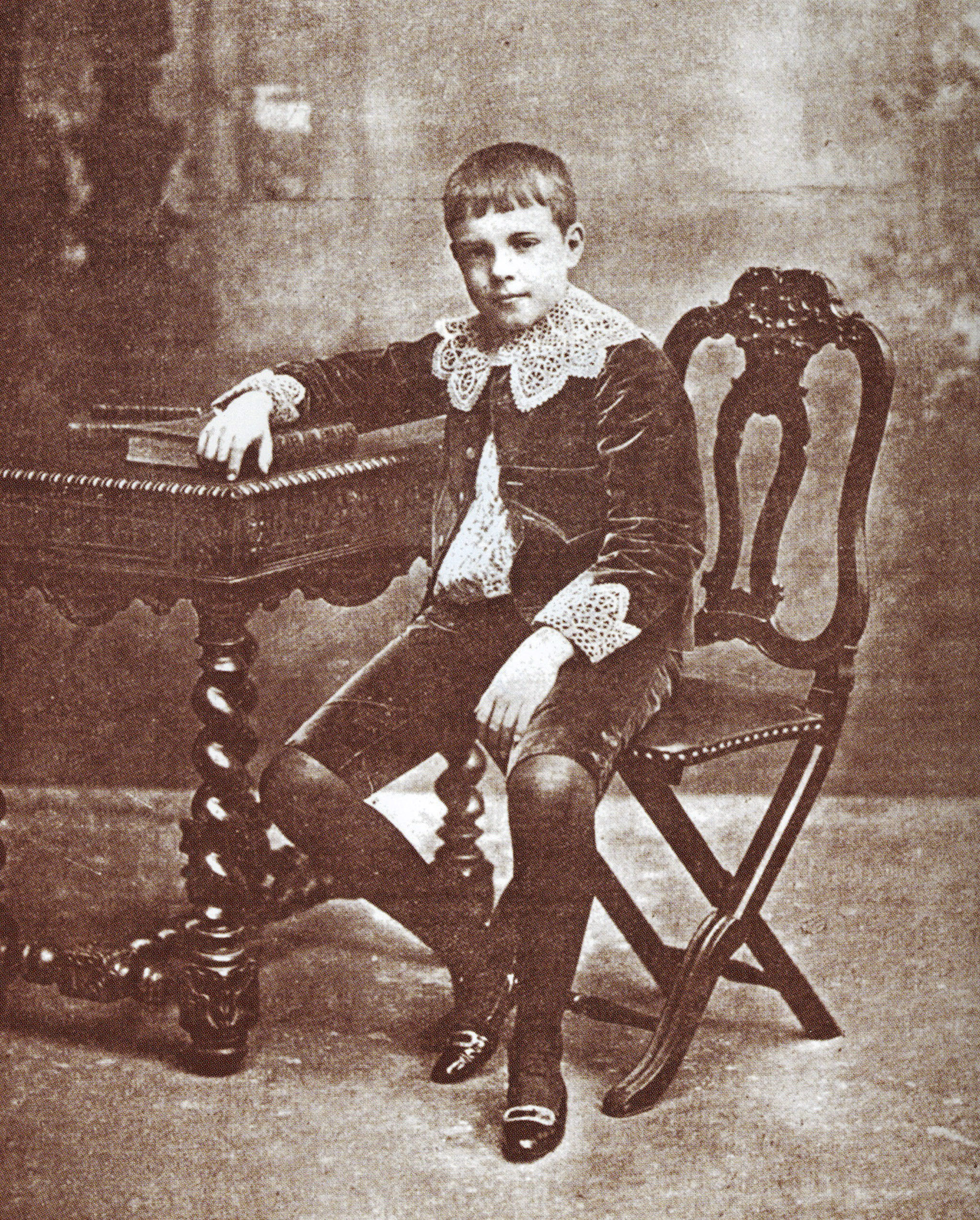
L'infante Manuele del Portogallo a dodici anni di età

Manuele di Sassonia-Coburgo-Gotha Braganza nacque a Lisbona, figlio secondogenito del re Carlo I del Portogallo e di sua moglie, la regina Amelia d'Orléans. I suoi nonni paterni erano il re Luigi del Portogallo e la principessa Maria Pia di Savoia, figlia a sua volta di Vittorio Emanuele II di Savoia; quelli materni erano Luigi Filippo Alberto d'Orléans, conte di Parigi, e Maria Isabella d'Orléans, infanta di Spagna.
Manuele nacque al Palazzo di Belém e venne battezzato pochi giorni dopo nella medesima residenza reale, avendo per padrino il nonno materno, il conte di Parigi, oltre al deposto imperatore del Brasile Pietro II, che aveva perduto il trono proprio il giorno della sua nascita. Nel giorno del suo battesimo il futuro sovrano ricevette anche i titoli di Infante del Portogallo e Duca di Beja.
A livello di educazione Manuele ebbe un'istruzione solida, ma non eccessivamente incentrata nell'ambito politico, dal momento che la sua posizione di secondogenito ne rendeva improbabile la successione al trono. Sicuramente un tratto che acquisì sin dall'infanzia fu l'atteggiamento altezzoso e snob, che poi perse con la salita al trono, al punto da eliminare il baciamano per i dignitari di corte. A sei anni già parlava e scriveva regolarmente in francese, ma si premurò di studiare anche altre lingue, oltre a storia e musica (ebbe come insegnante Alexandre Rey Colaço). Sin dall'inizio dimostrò una chiara inclinazione allo studio, a differenza del fratello Luigi Filippo, maggiormente dotato per le attività fisiche. Nel 1903 si recò con la madre e il fratello maggiore in visita in Egitto a bordo dello yacht reale Amélia, così da approfondire maggiormente la sua conoscenza delle antiche civiltà. Nel 1907 incominciò gli studi preparatori per il suo ingresso all'Accademia Navale, che gli avrebbe aperto la strada per una rapida carriera nella marina portoghese.

### Matrimonio

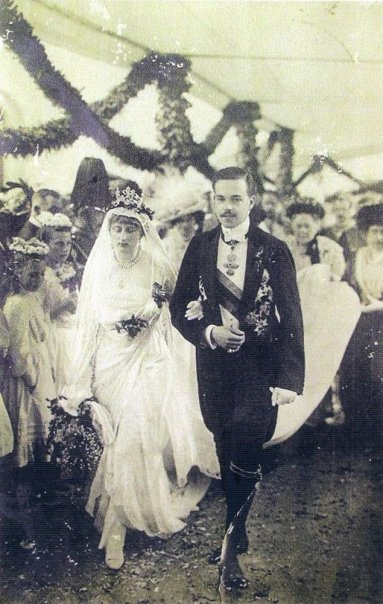
Il matrimonio di Manuele II del Portogallo con la principessa Augusta Vittoria di Hohenzollern-Sigmaringen

Il 4 settembre 1913 Manuele II sposò, nella città tedesca di Sigmaringen, la principessa Augusta Vittoria di Hohenzollern-Sigmaringen, figlia primogenita del principe Guglielmo di Hohenzollern-Sigmaringen e della principessa Maria Teresa di Borbone-Due Sicilie, contessa di Trani. La cerimonia venne presieduta dal patriarca di Lisbona, il cardinale José Neto.
Dal matrimonio non nacquero figli, anche perché tra i due coniugi, sebbene il clima fosse calmo e sereno, non vi fu mai vero amore e ne risultò un'unione sostanzialmente infelice e insoddisfacente.

### Relazione con Gaby Deslys
A dicembre del 1909, mentre era in visita a Parigi, Manuele incontrò per la prima volta Gaby Deslys, una famosa attrice francese dell'epoca. Tra i due nacque da subito un rapporto stretto, che durò ben oltre il regno di Manuele, spesso con picchi di indiscrezione notevoli (nelle sue visite in Portogallo l'attrice pernottava al Palácio das Necessidades), cosa che non passò inosservata al pubblico. Malgrado questo, sia durante, sia dopo il regno di Manuele II, Gaby Deslys negò sempre l'evidenza e si rifiutò sempre di commentare pubblicamente la sua relazione con il re, precedente il suo matrimonio.
I due continuarono a vedersi durante il periodo di esilio del sovrano a Londra sino all'estate del 1911, quando l'attrice partì alla volta di New York, raffreddando inevitabilmente il rapporto tra i due. L'attrice morirà poi nel 1920, vittima della "spagnola".

### Regno

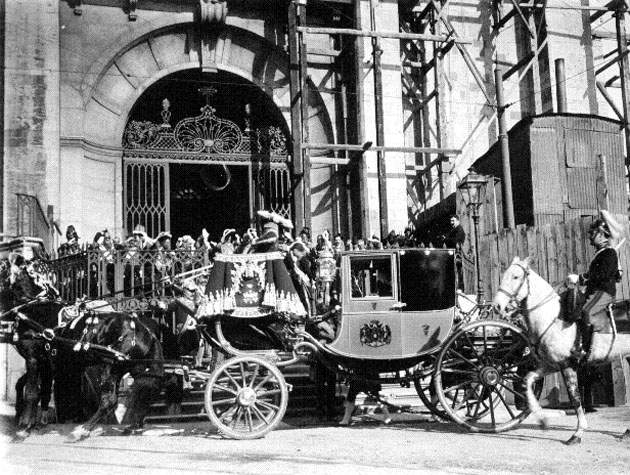
Re Manuele II all'apertura delle Cortes di Lisbona nel 1908

Il futuro di Manuele nella sua carriera in marina venne bruscamente e inaspettatamente interrotto il 1º febbraio 1908 con il regicidio che colpì la casata reale portoghese. Da qualche tempo, infatti, Manuele era tornato a Lisbona, dopo un breve viaggio a Vila Viçosa con tutta la famiglia, in modo da prepararsi per gli esami da sostenere presso la scuola navale. Prese parte con i genitori a una pubblica cerimonia; al ritorno partirono degli spari verso la carrozza, che uccisero sul colpo suo padre e il suo fratello maggiore, mentre Manuele venne ferito solo a un braccio. Il ragazzo divenne così re del Portogallo.
La sua prima decisione da sovrano fu quella di convocare immediatamente il Consiglio di Stato, dimettendo il primo ministro João Franco, che era stato ritenuto responsabile di una non completa vigilanza per l'accaduto, e nominando in seguito un nuovo governo presieduto dall'ammiraglio Francisco Joaquim Ferreira do Amaral. Questo atteggiamento, che in un primo tempo servì per placare gli animi, in realtà con il tempo diede modo ai repubblicani di prendere il sopravvento e di riscontrare nel re delle debolezze.
Venne acclamato "re" dall'Assemblea Nazionale il 6 maggio 1908. Malgrado le buone intenzioni mostrate all'inizio Manuele II si astenne sempre dall'intervenire direttamente negli affari di governo, seguendo il motto secondo il quale "il re regna, ma non governa", giudicando l'ingerenza di suo padre come una delle cause della sua tragica morte. Il re fu sempre tuttavia attento alle questioni sociali.

#### Questioni sociali

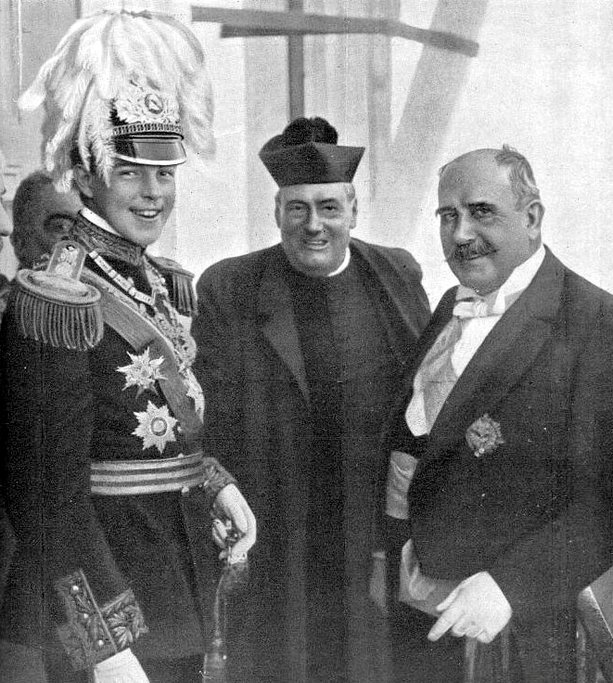
Il giovane re Manuele II a Porto con il governatore civile nel 1908

Per "questioni sociali" durante il regno di Manuele II si può parlare della preoccupazione della crescita del proletariato urbano, fatto che comunque non interessò particolarmente il Portogallo, data la sua debole industrializzazione a confronto di quella di altri Paesi europei. Tuttavia il peso del proletariato urbano crebbe moltissimo, con l'azione del Partito Repubblicano che si fece pesantemente sentire durante il regno di Manuele, arrivando a colmare le lacune del Partito Socialista Portoghese che, pur essendo nato nel 1875, non era mai arrivato ad avere una rappresentanza parlamentare.
Manuele II seppe appoggiarsi ai socialisti per giungere a un accordo che generalmente migliorasse le condizioni di vita dei lavoratori e questo distaccò i socialisti dai repubblicani. Per meglio sopperire a queste esigenze, nel 1909 Manuele pagò personalmente il sociologo francese Léon Poinsard perché preparasse una relazione completa sul Paese e trovasse nuove soluzioni per organizzare il lavoro e l'amministrazione locale.
Il re, entusiasta, scrisse nel giugno 1909 all'allora Presidente del Consiglio dei Ministri, Venceslau de Lima, mettendolo al corrente della recente riorganizzazione del partito socialista, poi unitosi sotto la guida di Aquiles Monteverde, ricordandogli inoltre l'importanza di una collaborazione con i socialisti: "È in questo modo, deviando la classe operaia dal partito repubblicano, guidandoli, che essa diventerà una forza utile e produttiva".
Nonostante i contatti con il socialista Azedo Gneco, Venceslau de Lima considerava comunque un'azione difficile conciliare le forze politiche, ancora più dopo che il Congresso Nazionale dei Lavoratori era stato boicottato da anarchici e repubblicani con un congresso rivale. Anche le commissioni che si crearono per appoggiare i lavori socialisti si dimostrarono poco efficaci e non riuscirono a reificare i loro intenti, ancor più per il fatto che il regno di Manuele II durò troppo poco per pensare di attuare delle riforme efficienti anche a livello governativo.

#### Politica estera

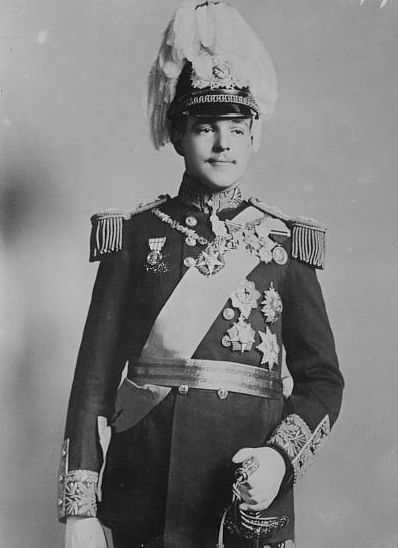
Manuele II in alta uniforme in una fotografia del 1910

Durante il suo regno Manuele II visitò diverse località del nord del Paese e si recò ufficialmente in visita in Spagna, in Francia e in Inghilterra, dove, nel novembre 1909, venne nominato cavaliere del prestigioso Ordine della Giarrettiera. Ricevette in Portogallo le visite ufficiali di Alfonso XIII di Spagna nel 1909 e di Hermes da Fonseca, presidente eletto del Brasile, nel 1910.
Generalmente egli tentò sempre di seguire una politica di riavvicinamento con la Gran Bretagna, non solo a fronte di un orientamento geopolitico già seguito da suo padre, ma per rafforzare la sua posizione sul trono; questo fu probabilmente anche alla base del suo matrimonio con una principessa imparentata con la casata reale inglese.

#### Situazione interna e rivoluzione repubblicana
La situazione politica dello Stato in quegli anni si stava tuttavia deteriorando, con il succedersi di ben sette governi in soli 24 mesi di regno. I vari partiti monarchici tornarono ai loro abituali litigi interni, divisioni e frammentazioni, mentre il Partito Repubblicano continuava a guadagnare terreno. Dopo le elezioni parlamentari del 28 agosto 1910, in parlamento vi erano solo quattordici deputati repubblicani (il 9%), contro il 58% dei parlamentari a favore del governo e il 33% di indecisi, ma la miccia della rivoluzione era ormai stata accesa.
Infatti, il 4 ottobre 1910 ebbe inizio una rivoluzione e il giorno dopo, 5 ottobre, a Lisbona venne proclamata la repubblica. Il Palácio das Necessidades, residenza ufficiale del re, venne bombardato e il monarca dovette trasferirsi al palazzo di Mafra, dove si unirono a lui anche sua madre e sua nonna paterna. Il giorno successivo Manuele II decise, a bordo dello yacht reale Amélia, di dirigersi a Porto, ma venne sequestrato dagli ufficiali di bordo, che lo portarono a Gibilterra dopo avere sentito la notizia che anche Porto era caduta nelle mani dei repubblicani. Da lì la famiglia reale si recò nel Regno Unito, ove venne ospitata in esilio dal re Giorgio V.

### Esilio

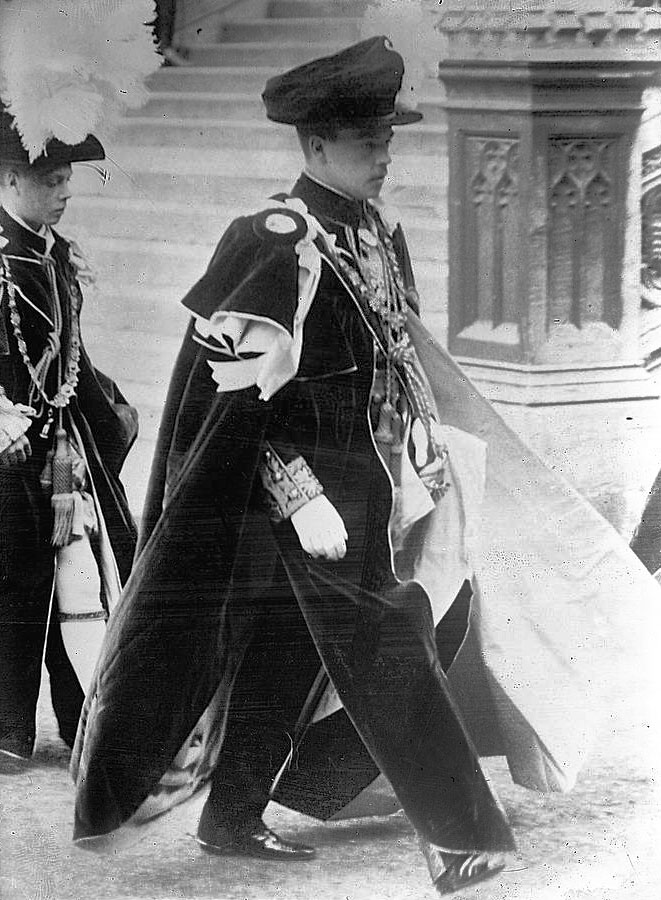
Re Manuele in esilio in Inghilterra, alla cerimonia annuale dei cavalieri dell'Ordine della Giarrettiera del giugno 1911

Manuele si stabilì in una residenza a Fulwell Park, presso Twickenham, appena fuori Londra, circondandosi delle personalità che gli erano state fedeli durante il periodo del suo regno e tentando a più riprese di organizzare dei colpi di Stato per essere restaurato (nel 1911, nel 1912 e nel 1919). Nella comunità dove risiedette fu sempre molto attivo: frequentava abitualmente la locale chiesa cattolica di San Giacomo, fu il padrino di battesimo di diverse decine di bambini e ancora oggi molti esempi di toponomastica lo ricordano, come la "Manuel Road", la "Lisbon Avenue" o i "Portugal Gardens".
Pur in esilio Manuele continuò a seguire da vicino la politica portoghese, godendo di una certa influenza in alcuni ambienti politici, in particolare presso le organizzazioni monarchiche. In particolare era preoccupato che l'anarchia della Prima Repubblica potesse provocare un intervento spagnolo e quindi minacciare l'indipendenza nazionale. Dopo la cacciata del generale Gomes da Costa da parte di António Óscar Carmona Manuele riuscì a esercitare la sua influenza nella nomina di un nuovo ambasciatore portoghese a Londra, che sostituì quello precedentemente designato.
Sebbene deposto ed esiliato Manuele fu sempre fautore di grande patriottismo, che nel 1915 lo portò nel suo testamento a lasciare ogni suo bene allo Stato portoghese per la fondazione di un museo, esprimendo anche il desiderio di essere sepolto in Portogallo.

#### Prima guerra mondiale
L'essere anglofilo e ammiratore dello spirito britannico portò Manuele a fare alcune dichiarazioni allo scoppio della prima guerra mondiale. Egli infatti chiese ai realisti di prendere parte attivamente al conflitto per difendere la patria, mettendo da parte le ostilità contro la repubblica portoghese e di combattere fianco a fianco per tutta la durata del conflitto, giungendo egli stesso, seppure in esilio, a chiedere l'incorporazione nell'esercito repubblicano portoghese.
Contrariamente a quanto previsto, però, gran parte dei monarchici portoghesi non corrispose le aspettative del sovrano, sperando che l'appoggio al Kaiser tedesco avrebbe potuto portare alla restaurazione della monarchia in Portogallo. Il re, dal canto suo, riteneva che solo il supporto alla Gran Bretagna avrebbe garantito al Portogallo il mantenimento delle sue colonie.
Malgrado il suo appello all'esercito repubblicano portoghese fosse andato disperso, Manuele si accontentò, anche se deluso, di entrare nella Croce Rossa inglese e prestare servizio come meglio poteva, anche partecipando a conferenze sul tema e organizzando delle raccolte fondi, visitando ospedali e soccorrendo i feriti al fronte, fatto che lo rese molto popolare.
Giorgio V, che sempre apprezzò l'operato di Manuele durante tutto il conflitto a favore della sua patria adottiva, l'Inghilterra, lo ricompensò nel 1919, invitandolo a sedere al suo fianco nella tribuna d'onore durante la sfilata ufficiale per la vittoria della Grande Guerra.

### Incursioni realiste
Dal 1911 le forze monarchiche portoghesi che si trovavano in esilio si concentrarono in Galizia, da dove, con l'approvazione del governo spagnolo, si accordarono per penetrare in Portogallo e restaurare la monarchia. Il gruppo era guidato dal carismatico Henrique de Paiva Couceiro, veterano delle campagne in Africa e unico ufficiale che aveva colpito audacemente il regime durante il colpo di Stato del 5 ottobre. Creduto da molti il paladino della restaurazione monarchica portoghese (così lo indicava una certa stampa repubblicana in patria), egli credeva fosse sufficiente puntare sulle masse insoddisfatte di contadini per riottenere il sostegno alla corona, ma gli eventi diedero prova che egli si sbagliava e molti dei raid organizzati dalla Galizia fallirono.
Manuele decise di appoggiare questi raid, anche se durante i primi anni del suo esilio le risorse disponibili per la sua persona apparivano molto limitate. Inoltre la prima incursione venne fatta sotto le insegne della bandiera blu e bianca del Portogallo, ma senza la corona reale, ed era stata preceduta da un manifesto di Paiva Couceiro che identificava il movimento come "neutrale" e che si riprometteva di liberare il Paese e chiedere poi un regolare plebiscito per chiedere al popolo di scegliere la forma di governo da adottare per lo Stato. Ora, dal momento che Manuele II era stato un monarca che aveva giurato sulla costituzione, mai accettò di essere sottoposto a un referendum, accettando unicamente una restaurazione che appoggiasse la costituzione del 1826.
La seconda incursione, avvenuta nel 1912, fu meglio preparata ed ebbe maggior successo della prima. Ciò era dovuto al fatto che il governo spagnolo, inchinandosi alla pressione diplomatica, aveva in un primo momento appoggiato fortemente gli squadroni galiziani, salvo poi ritirare il proprio appoggio. Manuele II riteneva che la forza non fosse il modo migliore per riconquistare il trono, ma questo orientamento non era ben visto dai monarchici radicali. Il re quindi si limitò ad aggravare l'anarchia nel Paese, di modo che si potesse far ritorno alla monarchia.

#### Patto di Dover

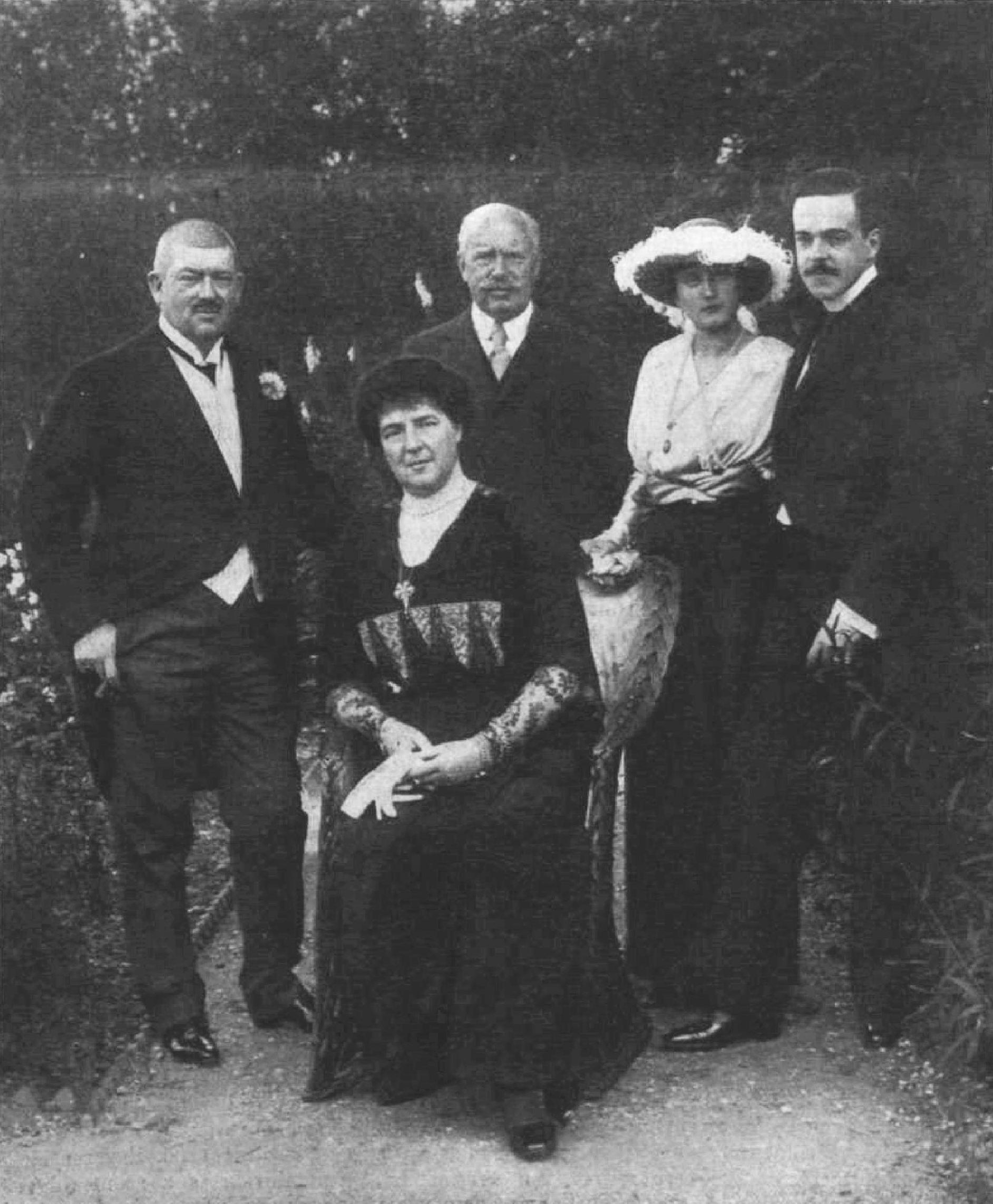
Manuele con la madre Amelia e la moglie Augusta nel 1913

Dopo il fallimento della prima incursione monarchica, e prima ancora a causa del mancato interesse di Manuele in persona nel voler arrivare con la forza alla conquista del trono, il sovrano in esilio si rese conto di dover meglio articolare le proprie forze e, per fare questo, decise di riconoscere il giusto trattamento di lignaggio ai discendenti di Michele I del Portogallo, capeggiati dal pretendente Michele II. I due principi si incontrarono con tutta probabilità a Dover il 30 gennaio 1912, ma sulla discussione che si ebbe tra i due ancora oggi vi è molta divergenza tra gli storici. Alcuni sostengono che si fosse definito unicamente un patto di amicizia e di sostegno per la restaurazione del trono, con il riconoscimento dei titoli degli ex pretendenti, mentre secondo altri in quell'occasione Manuele II avrebbe ceduto i propri diritti di successione a Michele II in cambio della restaurazione della monarchia in Portogallo, per il bene del Paese.

#### Monarchia del nord

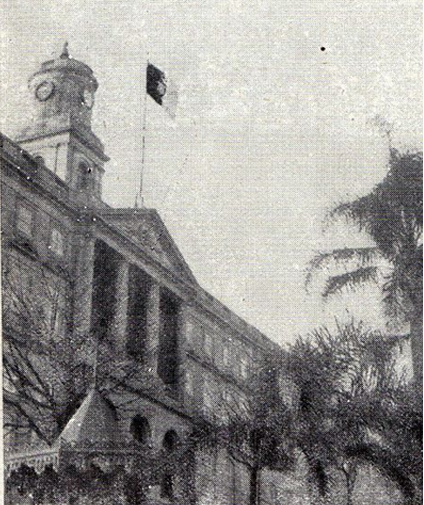
La "Monarchia del nord" venne proclamata a Porto il 18 gennaio 1919

Dopo il fallimento dei raid monarchici e la condanna del re a quanti ancora utilizzassero la forza per giungere alla restaurazione della monarchia, quest'ultima opzione sembrò riaprirsi con la fine della dittatura del generale Joaquim Pimenta de Castro nel gennaio del 1915, fatto che brevemente ruppe il monopolio politico del Partito Democratico portoghese e, nel tentativo di catturare le simpatie più conservatrici, rimosse le restrizioni alla libertà di associazione monarchiche che erano state limitate dalla costituzione della repubblica. Tra l'aprile e il maggio del 1915 aprirono i battenti circa cinquantacinque circoli monarchici (trentatré nel nord e dodici nel centro del Paese), ma già dal 14 maggio di quello stesso anno la rivoluzione era sbarcata nelle strade: 15 000 persone, tra civili e militari fedeli al re, si scontrarono, lasciando sul campo oltre cinquecento morti e mille feriti tra le file dell'esercito repubblicano.
Pur in questa situazione, tuttavia, Manuele II continuò a invocare la calma degli animi e a rifiutare l'idea di un intervento forzoso per la sua restaurazione, prevedendo piuttosto dei colloqui di pace da tenersi a Parigi, temendo che l'aumento dell'illegalità nel Paese avrebbe potuto minarne la posizione negoziale. Paiva Couceiro e gli integralisti si servirono per la gestione della situazione del luogotenente generale Aires de Ornelas e proprio a lui Paiva indirizzò un telegramma, convinto in un appoggio immediato del re alle operazioni di un colpo di Stato di quelle dimensioni, scrivendo senza esitazioni "Si va avanti. Parola del re".
Il 19 gennaio 1919, con mille soldati e alcuni pezzi di artiglieria, Paiva Couceiro restaurò a Porto la monarchia costituzionale nella persona di Manuele II, istituendo anche un governo provvisorio a cui aderirono le regioni del Minho, Tras-os-Montes e parte del distretto di Aveiro, ma, contrariamente a quanto previsto dallo stesso Couceiro, il resto del Paese non si unì a questa proposta. Il governo repubblicano rimase saldo a Lisbona, dove Aires de Ornelas era rimasto con poche centinaia di monarchici alla guida del 2º reggimento di lancieri. Di fronte all'aumento del numero di rifugiati che temevano rappresaglie repubblicane, il comandante del reggimento, che era monarchico, fece ritirare la guarnigione e marciò verso Monsanto, ove si unì con altre forze monarchiche per poi rivelarsi un nulla di fatto.
Con il fallimento della restaurazione nel centro e nel sud del Paese, il 13 febbraio di quello stesso anno la Guardia Nazionale era riuscita a ripristinare la repubblica a Porto e molti dei monarchici catturati vennero condannati a pene esemplari. Il re, in esilio, ricevette solo poche e sporadiche informazioni sugli eventi che si stavano verificando e seppe del fallimento dai giornali. Nei mesi successivi il sovrano trasferì la propria influenza presso i tribunali britannici di modo che potesse ottenere delle petizioni per richiedere l'amnistia per i propri conterranei. Questo fatto peggiorò un poco anche la figura dello stesso monarca, che ora veniva accusato anche da alcuni monarchici di mostrare disinteresse verso gli sforzi da loro compiuti per salvare la patria e ridonargli il trono.

#### Patto di Parigi

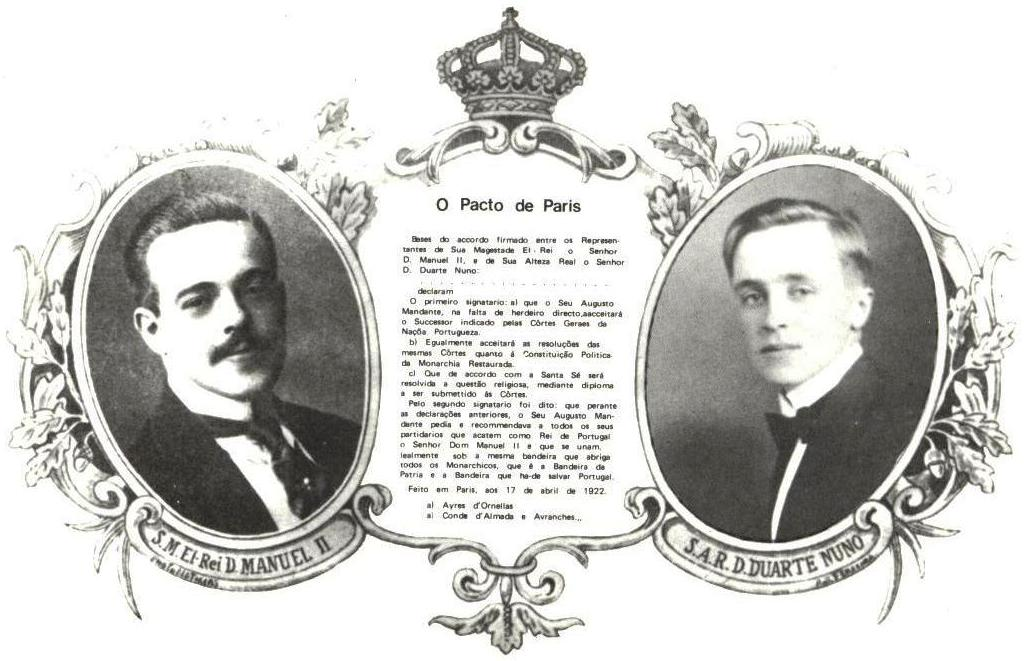
Il cosiddetto Patto di Parigi in una cartolina d'epoca fatta stampare dal gruppo Integralismo Lusitano nel 1922

Nel 1922, con il raffreddarsi delle relazioni tra monarchici, il movimento dell'Integralismo Lusitano e il re, e memore del fatto che il suo matrimonio con Augusta Vittoria non aveva prodotto eredi, Manuele fece delle aperture più concrete nei confronti dei discendenti di Michele II. In un incontro che si tenne a Parigi nell'aprile del 1922, rappresentati rispettivamente dal generale Aires de Ornelas e dalla michelista infanta Adelgundes, che si era definita duchessa di Guimarães, e dal tutore Duarte Nuno, si dice che fossero state gettate le basi per la successione, che sarebbe passata a Duarte Nuno. A quel tempo i monarchici costituzionalisti non si dichiararono soddisfatti dell'accordo, perché esso negava le leggi della monarchia costituzionale in vigore nel 1910. Anche gli integralisti non furono particolarmente felici di questa scelta, dal momento che l'accordo riduceva il tutto a una questione di famiglia, senza parlare di voler ristabilire la monarchia tradizionale. Integralismo Lusitano ritirò il proprio appoggio ai movimenti monarchici in corso, ma questo accordo portò alla definitiva riconciliazione dei due rami della Casa di Braganza.

### Attività di scrittore e bibliografo
Manuele era un avido lettore e, durante gli anni dell'esilio, si dedicò particolarmente allo studio della letteratura, stendendo trattati sulla letteratura portoghese medievale e rinascimentale. Dopo la prima guerra mondiale, con maggior tempo libero per sé stesso, oltre ai suoi contatti con le organizzazioni monarchiche Manuele si dedicò ai suoi studi. Inizialmente si dimostrò interessato a voler scrivere una biografia su Manuele I del Portogallo, che riteneva essere stato sottovalutato da alcuni storici. Per fare questo egli entrò in contatto con il bibliografo Maurice Ettinghausen nel 1919, per acquisire informazioni e riferimenti per la sua opera, aiutato in questo dalla dissoluzione di molte collezioni private durante il periodo repubblicano.
Dal 1926 Manuele aveva già abbandonato l'idea della biografia, per concentrarsi sulla descrizione dei libri antichi della sua biblioteca personale. Oltre che una lista, con questo lavoro Manuele aveva la possibilità di scrivere delle glorie del Portogallo, redigendo non solo bibliografie, ma esaminandone anche gli autori e i contesti nei quali scrivevano. La sua interpretazione fu scientificamente rigorosa e ne risultò un lavoro scandito da nazionalismo e dall'esaltazione dei valori ancestrali. Il primo volume da lui realizzato, dal titolo Livros Antigos Portuguezes 1489–1600, da Bibliotheca de Sua Magestade Fidelíssima Descriptos por S. M. El-Rey D. Manuel em Três volumes, venne pubblicato nel 1929. Manuele consegnò personalmente una copia della sua opera all'amico Giorgio V al castello di Windsor. Il lavoro venne ben ricevuto dalla critica e lo stesso re si dedicò al secondo volume, che copriva il periodo compreso tra il 1540 e il 1569. Ma il progetto s'interruppe prematuramente nel 1932, con l'improvvisa morte del re. Il terzo volume venne pubblicato postumo sotto la supervisione del suo bibliotecario, Margery Winters. Per questa sua opera, il busto del re si trova oggi nell'atrio della Biblioteca Nacional de Portugal di Lisbona.

### Ultimi anni e morte

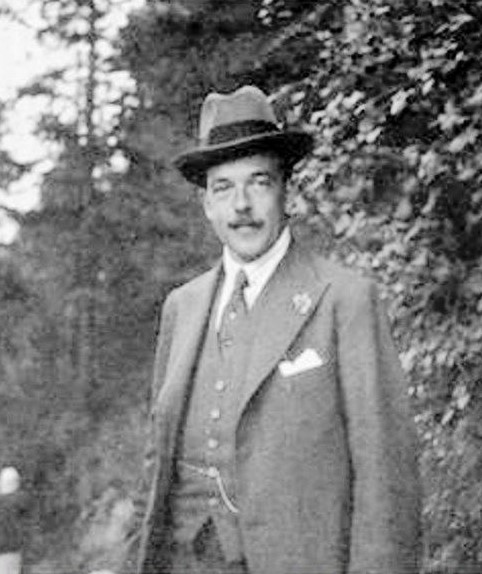
Manuele II alcune ore prima della sua morte a Fulwell Park, 2 luglio 1932

Il sovrano in esilio morì improvvisamente nella sua residenza il 2 luglio 1932, soffocato da un aumento abnorme delle corde vocali della sua laringe, o edema tracheale. Il governo portoghese, a quel tempo guidato da António Oliveira de Salazar, autorizzò la sua sepoltura a Lisbona dopo i funerali di Stato. Il suo corpo giunse a Lisbona il 2 agosto 1932 a bordo dell'incrociatore britannico HMS Concord, che aveva fatto il giro del Regno Unito ed era risalito per il fiume Tago per portare la bara del re. Il corpo venne ricevuto alla Praça do Comércio, dove una gran folla di persone scortò la bara sino a São Vicente de Fora, e venne sepolto nel Pantheon della casa di Braganza presso il monastero di São Vicente de Fora.
La sua morte venne vista da alcuni con sospetto, dal momento che si era saputo che il 1º luglio aveva sostenuto un torneo di tennis, apparendo in ottima salute. Un incidente circa la sua morte venne accennato anche nell'autobiografia di Harold Brust, un membro dei servizi segreti di Scotland Yard incaricato di proteggere le figure pubbliche. Nelle sue memorie, Brust parla di un incidente probabilmente accaduto nel 1931 nel quale un intruso, scoperto nel giardino di Fulwell Park, una volta arrestato, venne confermato essere un membro di rilievo del gruppo terroristico repubblicano portoghese noto come Carbonária, che venne successivamente deportato a Lisbona. L'identità dell'intruso non venne mai confermata, così come i motivi del suo ingresso nella tenuta del sovrano.
Dal momento che i trattati di Dover e Parigi non avevano risolto la questione della successione e non vi sono documenti a prova dei due concordati, non vi era alcun erede diretto per il trono. Manuele II aveva acclarato che la dinastia dei Braganza si sarebbe potuta dire estinta solo alla morte dell'ultimo erede diretto maschio di tutti i rami della famiglia (includendo quindi anche la famiglia imperiale del Brasile, gli Orléans-Braganza, i discendenti del duca di Loulé, eccetera). Il movimento Integralismo Lusitano acclamò Duarte Nuno, duca di Braganza, quale re del Portogallo, dal momento che Michele I del Portogallo, alla morte del nipote, si trovava effettivamente a capo della famiglia reale portoghese.
Dopo la morte di Manuele António de Oliveira Salazar autorizzò il ritorno in Portogallo della famiglia di Braganza, che era stata esiliata, e fondò, con la vendita delle proprietà inglesi dell'ex sovrano e il resto dei suoi possedimenti, la Fondazione della Casa di Braganza, secondo il desiderio dello stesso re Manuele di lasciare la sua fortuna personale al popolo portoghese.

## Onorificenze

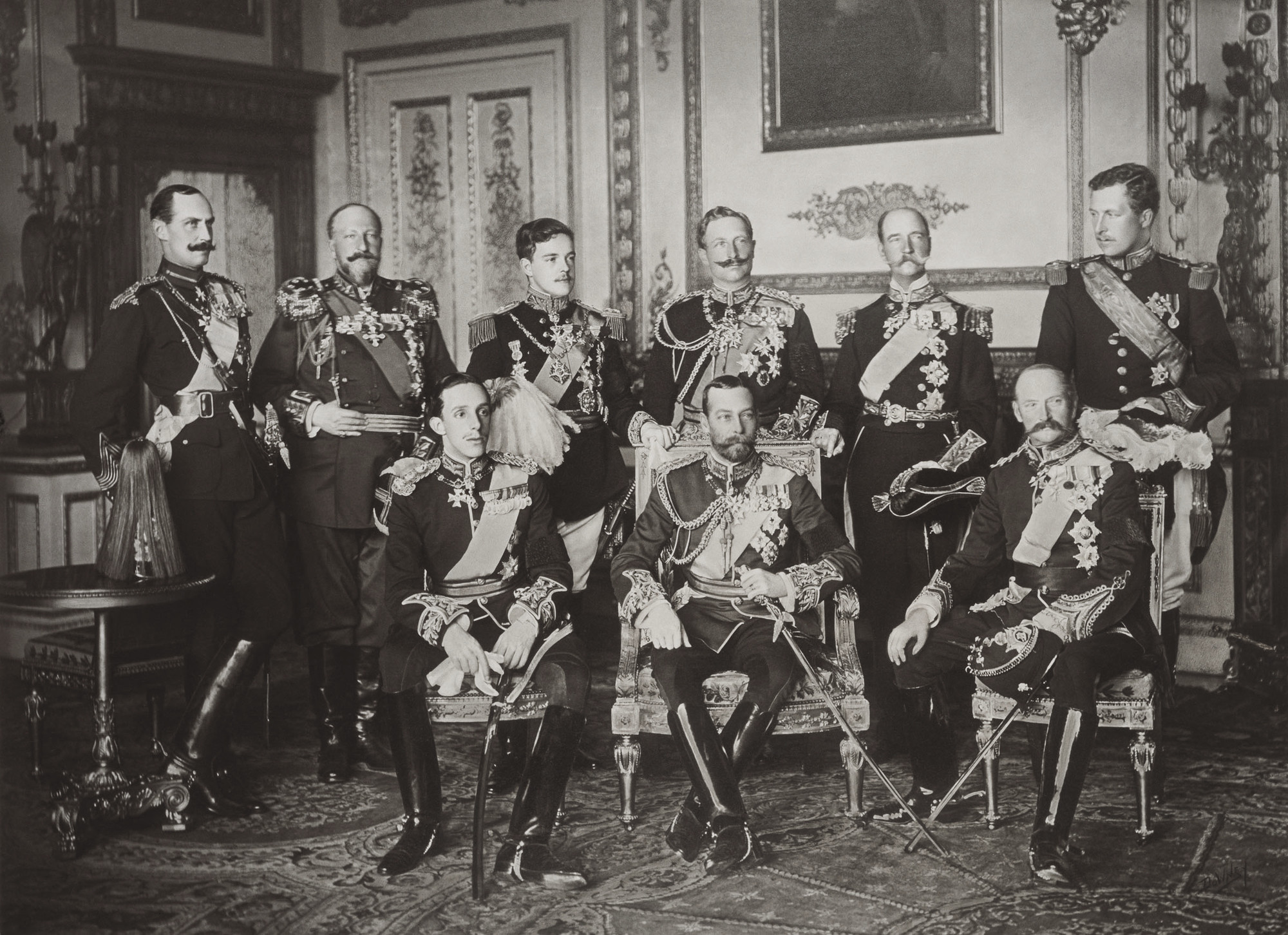
I nove sovrani a Windsor al funerale di re Edoardo VII, fotografati il 20 maggio 1910. In piedi, da sinistra a destra: re Haakon VII di Norvegia, zar Ferdinando di Bulgaria, re Manuele II del Portogallo e dell'Algarve, Kaiser Guglielmo II di Germania e Prussia, re Giorgio I di Grecia e re Alberto I del Belgio. Seduti, da sinistra a destra: re Alfonso XIII di Spagna, re Giorgio V del Regno Unito e re Federico VIII di Danimarca.

## Ascendenza
|                                 |                              |                                     | Genitori                                   |  |  | Nonni |  |  | Bisnonni                     |  |  | Trisnonni                             |  |
|                                 |                              |                                     |                                            |  |  |       |  |  | Ferdinando II del Portogallo |  |  | Ferdinando di Sassonia-Coburgo-Kohary |  |
|                                 |                              |                                     |                                            |  |  |       |  |  | Ferdinando II del Portogallo |  |  | Ferdinando di Sassonia-Coburgo-Kohary |  |
|                                 |                              | Maria Antonia di Koháry             |                                            |  |  |       |  |  | Ferdinando II del Portogallo |  |  |                                       |  |
| Luigi del Portogallo            |                              |                                     |                                            |  |  |       |  |  | Ferdinando II del Portogallo |  |  |                                       |  |
|                                 |                              | Maria II del Portogallo             | Pietro I del Brasile                       |  |  |       |  |  |                              |  |  |                                       |  |
|                                 |                              | Maria II del Portogallo             | Pietro I del Brasile                       |  |  |       |  |  |                              |  |  |                                       |  |
|                                 |                              | Maria II del Portogallo             | Maria Leopoldina d'Asburgo-Lorena          |  |  |       |  |  |                              |  |  |                                       |  |
| Carlo I del Portogallo          |                              | Maria II del Portogallo             |                                            |  |  |       |  |  |                              |  |  |                                       |  |
|                                 |                              | Vittorio Emanuele II d'Italia       | Carlo Alberto di Savoia                    |  |  |       |  |  |                              |  |  |                                       |  |
|                                 |                              | Vittorio Emanuele II d'Italia       | Carlo Alberto di Savoia                    |  |  |       |  |  |                              |  |  |                                       |  |
|                                 |                              | Vittorio Emanuele II d'Italia       | Maria Teresa d'Asburgo-Lorena              |  |  |       |  |  |                              |  |  |                                       |  |
| Maria Pia di Savoia             |                              | Vittorio Emanuele II d'Italia       |                                            |  |  |       |  |  |                              |  |  |                                       |  |
|                                 |                              | Maria Adelaide d'Asburgo-Lorena     | Ranieri Giuseppe d'Asburgo-Lorena          |  |  |       |  |  |                              |  |  |                                       |  |
|                                 |                              | Maria Adelaide d'Asburgo-Lorena     | Ranieri Giuseppe d'Asburgo-Lorena          |  |  |       |  |  |                              |  |  |                                       |  |
|                                 |                              | Maria Adelaide d'Asburgo-Lorena     | Maria Elisabetta di Savoia-Carignano       |  |  |       |  |  |                              |  |  |                                       |  |
| Manuele II del Portogallo       |                              | Maria Adelaide d'Asburgo-Lorena     |                                            |  |  |       |  |  |                              |  |  |                                       |  |
|                                 | Ferdinando Filippo d'Orléans | Luigi Filippo di Francia            |                                            |  |  |       |  |  |                              |  |  |                                       |  |
|                                 | Ferdinando Filippo d'Orléans | Luigi Filippo di Francia            |                                            |  |  |       |  |  |                              |  |  |                                       |  |
|                                 | Ferdinando Filippo d'Orléans | Maria Amalia di Borbone-Due Sicilie |                                            |  |  |       |  |  |                              |  |  |                                       |  |
| Luigi Filippo Alberto d'Orléans | Ferdinando Filippo d'Orléans |                                     |                                            |  |  |       |  |  |                              |  |  |                                       |  |
|                                 |                              | Elena di Meclemburgo-Schwerin       | Federico Ludovico di Meclemburgo-Schwerin  |  |  |       |  |  |                              |  |  |                                       |  |
|                                 |                              | Elena di Meclemburgo-Schwerin       | Federico Ludovico di Meclemburgo-Schwerin  |  |  |       |  |  |                              |  |  |                                       |  |
|                                 |                              | Elena di Meclemburgo-Schwerin       | Carolina Luisa di Sassonia-Weimar-Eisenach |  |  |       |  |  |                              |  |  |                                       |  |
| Amelia d'Orléans                |                              | Elena di Meclemburgo-Schwerin       |                                            |  |  |       |  |  |                              |  |  |                                       |  |
|                                 |                              | Antonio d'Orléans                   | Luigi Filippo di Francia                   |  |  |       |  |  |                              |  |  |                                       |  |
|                                 |                              | Antonio d'Orléans                   | Luigi Filippo di Francia                   |  |  |       |  |  |                              |  |  |                                       |  |
|                                 |                              | Antonio d'Orléans                   | Maria Amalia di Borbone-Due Sicilie        |  |  |       |  |  |                              |  |  |                                       |  |
| Maria Isabella d'Orléans        |                              | Antonio d'Orléans                   |                                            |  |  |       |  |  |                              |  |  |                                       |  |
|                                 |                              | Luisa Ferdinanda di Borbone-Spagna  | Ferdinando VII di Spagna                   |  |  |       |  |  |                              |  |  |                                       |  |
|                                 |                              | Luisa Ferdinanda di Borbone-Spagna  | Ferdinando VII di Spagna                   |  |  |       |  |  |                              |  |  |                                       |  |
|                                 |                              | Luisa Ferdinanda di Borbone-Spagna  | Maria Cristina di Borbone-Due Sicilie      |  |  |       |  |  |                              |  |  |                                       |  |
|                                 |                              | Luisa Ferdinanda di Borbone-Spagna  |                                            |  |  |       |  |  |                              |  |  |                                       |  |